# Dianzhuang
Dianzhuang (kinesiska: 佃庄, 佃庄镇) är en köping i Kina. Den ligger i provinsen Henan, i den centrala delen av landet, omkring 95 kilometer väster om provinshuvudstaden Zhengzhou. Antalet invånare är 38 000. Befolkningen består av 18 936 kvinnor och 19 064 män. Barn under 15 år utgör 16,0 %, vuxna 15-64 år 74 %, och äldre över 65 år 9,0 %.
Genomsnittlig årsnederbörd är 666 millimeter. Den regnigaste månaden är juli, med i genomsnitt 134 mm nederbörd, och den torraste är december, med 7 mm nederbörd.